# Čerlakskij rajon
Il Čerlakskij rajon (in russo Черлакский район?) è un rajon dell'Oblast' di Omsk, nella Russia asiatica; il capoluogo è Čerlak. Istituito nel 1928, ricopre una superficie di 4.200 chilometri quadrati e consta di una popolazione di circa 34.000 abitanti.